# آندره برلی
آندره برلی (انگلیسی: Andre Burley؛ زادهٔ ۱۰ سپتامبر ۱۹۹۹) بازیکن فوتبال اهل سنت کیتس و نویس است.
از باشگاه‌هایی که در آن بازی کرده‌است می‌توان به باشگاه فوتبال هانگرفورد تاون و باشگاه فوتبال وایکام واندررز اشاره کرد.
وی همچنین در تیم ملی فوتبال سنت کیتس و نویس بازی کرده‌است.